# ستاره سرخ (جماعت)
ستاره سرخ  جماعت و شهرکی در جنوب غربی کشور تاجیکستان است که در ناحیهٔ یاوان ولایت ختلان قرار دارد. جمعیت این جماعت ۱۳۶۷۷ است.